# Lijst van voetbalinterlands België - Verenigde Staten
Deze lijst van voetbalinterlands is een overzicht van alle officiële voetbalwedstrijden tussen de nationale teams van België en de Verenigde Staten. De landen hebben tot op heden zes keer tegen elkaar gespeeld. De eerste wedstrijd was op 13 juli 1930 in Montevideo (Uruguay) tijdens het Wereldkampioenschap voetbal 1930. De laatste wedstrijd, een achtste finale tijdens het Wereldkampioenschap voetbal 2014, werd op 1 juli 2014 in Salvador (Brazilië) gespeeld.

## Wedstrijden
| № | Plaats              | Datum            | Competitie        | Wedstrijd                 | Uitslag |
| - | ------------------- | ---------------- | ----------------- | ------------------------- | ------- |
| 1 | Montevideo          | 13 juli 1930     | WK 1930           | Verenigde Staten − België | 3 – 0   |
| 2 | Sint-Jans-Molenbeek | 22 april 1995    | Vriendschappelijk | België – Verenigde Staten | 1 – 0   |
| 3 | Brussel             | 25 februari 1998 | Vriendschappelijk | België – Verenigde Staten | 2 – 0   |
| 4 | Brussel             | 6 september 2011 | Vriendschappelijk | België – Verenigde Staten | 1 – 0   |
| 5 | Cleveland           | 29 mei 2013      | Vriendschappelijk | Verenigde Staten – België | 2 − 4   |
| 6 | Salvador            | 1 juli 2014      | WK 2014           | België - Verenigde Staten | 2 − 1   |

## Samenvatting
| Competitie        | Totaal gespeeld | Winst België | Gelijk | Winst Verenigde Staten | Doelsaldo België – Verenigde Staten |
| ----------------- | --------------- | ------------ | ------ | ---------------------- | ----------------------------------- |
| WK-eindronde      | 2               | 1            | 0      | 1                      | 2 − 4                               |
| Vriendschappelijk | 4               | 4            | 0      | 0                      | 8 − 2                               |
| Totaal            | 5               | 4            | 0      | 1                      | 8 − 5                               |

Wedstrijden bepaald door strafschoppen worden, in lijn met de FIFA, als een gelijkspel gerekend.

## Details

### Tweede ontmoeting
| Vriendschappelijk (Sint-Jans-Molenbeek, België, 22 april 1995): |              | |
| België | 1 – 0        | Verenigde Staten |
| Gunther Schepens 44' | goals        | |
| Paul Van Himst | bondscoach   | Steve Sampson |
| Gilbert Bodart Dirk Medved 46' Georges Grün Pascal Renier Rudi Smidts Johan Walem 79' Emmanuel Karagiannis Lorenzo Staelens 46' Luc Nilis 75' Gilles De Bilde 46' Gunther Schepens 70' | opstellingen | Brad Friedel Mike Lapper Jeff Agoos 60' Mike Burns 85' John Kerr Zak Ibsen Paul Caligiuri Earnest Stewart 58' Eric Wynalda Cobi Jones 20' Frank Klopas |
| Bertrand Crasson 46' Gunter Verjans 46' Michaël Goossens 46' Danny Boffin 70' Gert Verheyen 75' Philippe Léonard 79'                                                                   | wissels      | 20' Jovan Kirovski 58' Gregg Berhalter 60' Paul Bravo 85' 88' Lawrence Lozzano 88' Jorge Salcedo                                                       |
| - Debuut van Philippe Léonard (Standard Luik) en Gunter Verjans (Sint-Truiden) voor België.                                                                                            |              | |

### Zesde ontmoeting
| WK-eindronde (Salvador, Brazilië, 1 juli 2014): |              | |
| België | 2 – 1        | Verenigde Staten |
| Kevin De Bruyne 93' Romelu Lukaku 105' | goals        | 107' Julian Green |
| Marc Wilmots | bondscoach   | Jürgen Klinsmann |
| Thibaut Courtois Toby Alderweireld Vincent Kompany Daniel Van Buyten Jan Vertonghen Axel Witsel Kevin De Bruyne Marouane Fellaini Eden Hazard 111' Dries Mertens 60' Divock Origi 91' | opstellingen | Tim Howard Geoff Cameron Omar Gonzalez Matt Besler 32' Fabian Johnson Michael Bradley DaMarcus Beasley 105' Alejandro Bedoya Jermaine Jones 72' Graham Zusi Clint Dempsey |
| Kevin Mirallas 60' Romelu Lukaku 91' Nacer Chadli 111' | wissels      | 32' DeAndre Yedlin 72' Chris Wondolowski 105' Julian Green |
| Vincent Kompany 42' | gele kaarten | 18' Geoff Cameron |